# Gnome et Rhône

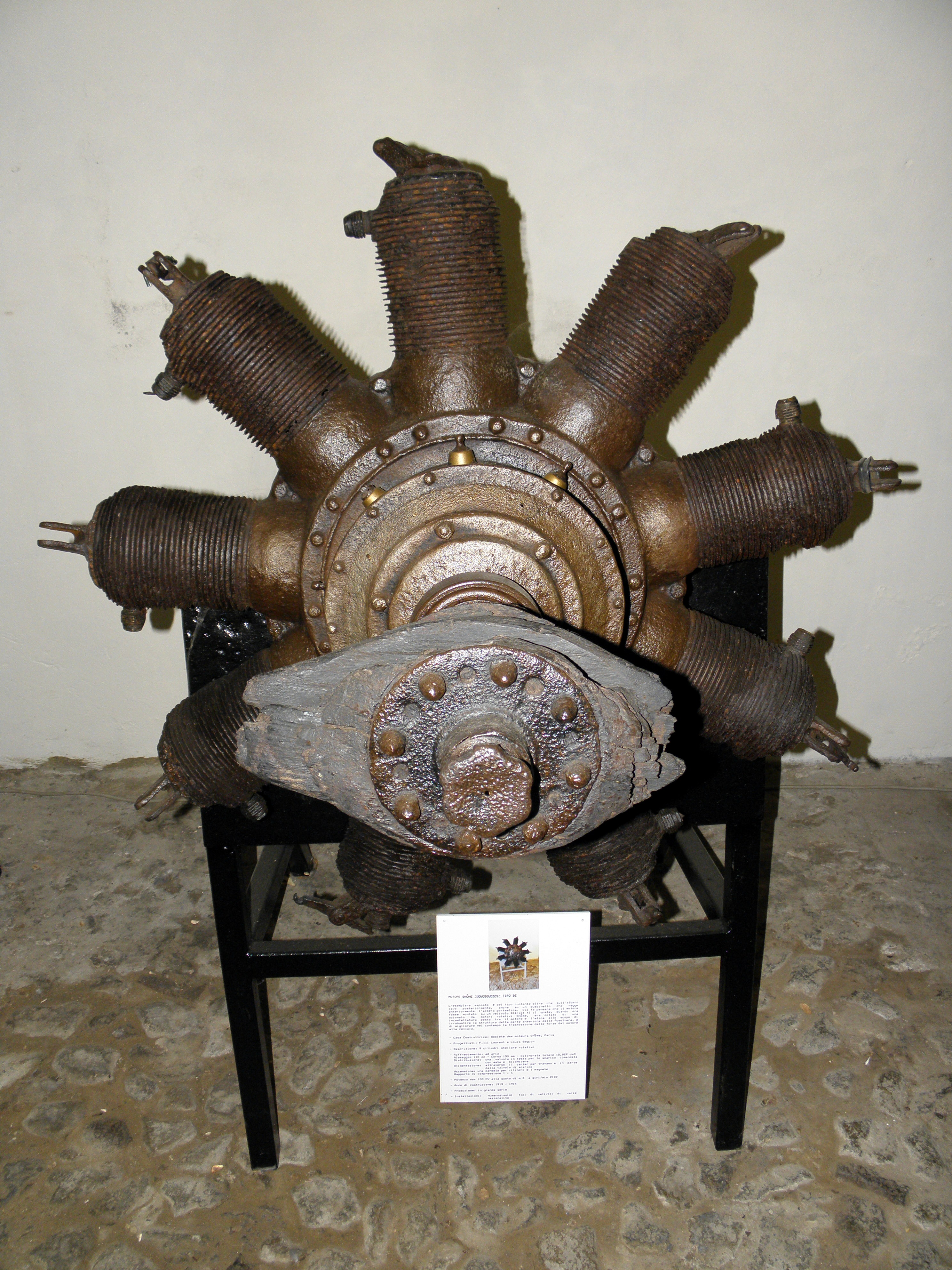
Um dos motores mais representativos da
Gnome et Rhône,
o Gnome Monosoupape.

A Gnome et Rhône foi uma empresa francesa que construiu motores de aviões e motocicletas entre 1915 e 1945, ela foi nacionalizada como parte da Snecma em 1949, mas a marca sobreviveu por algum tempo como fabricante de motocicletas e bicicletas.

## Histórico
Em 1900 o engenheiro francês Louis Seguin, então com 26 anos, comprou uma licença para produzir o motor Gnom, um motor a gás da empresa alemã Motorenfabrik Oberursel. Vendido sob a designação traduzida para o francês de Gnome um motor monocilíndrico estacionário de cerca de 4 hp, queimando querosene (conhecida no Reino Unido e na África do Sul como parafina), com a intenção de ser usado em aplicações industriais. O Gnome usava um sistema de válvulas característico com apenas uma válvula de exaustão acionada por uma vareta, e uma válvula de entrada "escondida" na cabeça do cilindro.
Em 6 de Junho de 1905, Louis Seguin e seu irmão Laurent formaram a Société Des Moteurs Gnome para produzir motores de automóvel. Eles logo começaram o desenvolvimento do primeiro motor especificamente destinado à aviação, combinando vários cilindros Gnome num motor giratório. O desenho ficou pronto na primavera de 1909 como um 7 cilindros giratório, o Gnome Omega, produzindo 50 hp e pesando 75 kg. Mais de 1.700 unidades desse modelo foram produzidas na França, juntamente com modelos construídos sob licença na Alemanha, Suécia, Reino Unido, Estados Unidos e Rússia. Esse modelo equipou muitos aviões que quebraram recordes de voo naquela época.
Um outro engenheiro francês, Louis Verdet, projetou seu próprio motor, um pequeno motor giratório em 1910, sem muito sucesso de uso no início. Em 1912, ele criou um novo modelo, de 7 cilindros, o 7C, que com 90 kg, produzia 70 hp, que teve muito mais sucesso, e ele criou a Société des Moteurs Le Rhône.
Depois de vários anos de competição acirrada, Gnome e Le Rhône decidiram se juntar. As negociações começaram em 1914 e em 12 de Janeiro de 1915, a Gnome comprou a Le Rhône para formar a Société des Moteurs Gnome et Rhône. O modelo 9C de 110 hp, passou a ser o seu principal produto de desenvolvimento, gerando o Le Rhône 9J no final da Primeira Guerra. Os motores da série 9 foram usados na maioria dos aviões do início da guerra, na França, na Inglaterra, e ironicamente, na Alemanha, onde a Motorenfabrik Oberursel obteve uma licença de fabricação logo antes do início da guerra.

## Modelos

### Primeira Guerra
- Gnome Omega
- Gnome Lambda
- Gnome Delta
- Gnome Lambda-Lambda
- Le Rhône 9C
- Le Rhône 9J - muito conhecido como "o Le Rhône de 110hp"
- Gnome 9N Monosoupape

### Entre Guerras
- Gnome-Rhône 5B Titan
- Gnome-Rhône 5K Titan
- Gnome-Rhône 7K Titan Major
- Gnome-Rhône 9A Jupiter
- Gnome-Rhône 9K Mistral
- Gnome-Rhône 14K Mistral Major
- Gnome-Rhône 14L
- Gnome-Rhône 14M
- Gnome-Rhône 18L

### Segunda Guerra
- Gnome-Rhône 14M Mars
- Gnome-Rhône 14N
- Gnome-Rhône 14R